# Carvacrol
Das Carvacrol ist ein terpenoider Naturstoff, der unter verschiedenen Namen bekannt ist. Der systematische Name (IUPAC) des Carvacrol ist 2-Methyl-5-(1-methylethyl)-phenol. Die Verbindung stellt ein Strukturisomer (Konstitutionsisomer) zum Thymol dar.

## Vorkommen

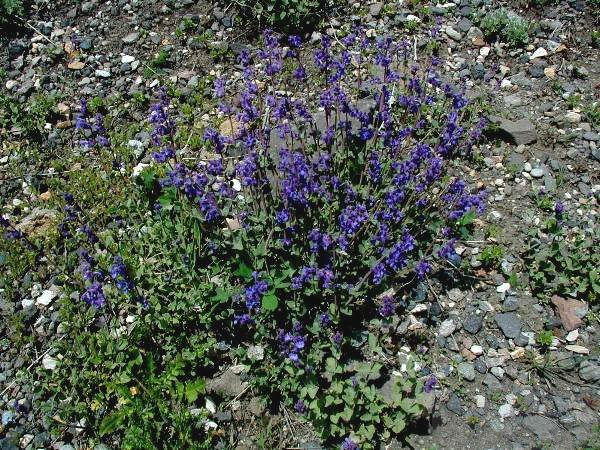
Echte Katzenminze (Nepeta cataria)

Carvacrol kommt unter anderen in Thymian (Thymus), Winter-Bohnenkraut (Satureja montana), Sommer-Bohnenkraut (Satureja hortensis), Oregano (Origanum), Echter Katzenminze (Nepeta cataria), Echtem Süßholz und Gänsefüßen (z. B. Chenopodium ambrosioides) vor. Öle, die von diesen Pflanzenarten gewonnen werden, können bis zu 85 % Carvacrol enthalten. Zwei Pflanzen mit besonders hohem Carvacrol-Gehalt sind auch der  Griechische Bergtee (Sideritis scardica) und Kretische Bergtee Malotira (Sideritis syriaca).

## Eigenschaften und Reaktionen
Das Carvacrol ist ein höheres Homolog des o-Kresols. Gesetzliche Regelungen bezüglich des Carvacrols gehen im Allgemeinen von der Unbedenklichkeit des Thymols aus. Bei der Molisch-Probe, einem Schulversuch zum nasschemischen Nachweis von Kohlenhydraten, kann Carvacrol als Ersatzstoff für das giftige 1-Naphthol eingesetzt werden. Mit Eisen(III)-chlorid ergibt Carvacrol eine olivgrüne Färbung.

## Biologische Bedeutung
Carvacrol findet vielseitige Verwendung, hauptsächlich als Biozid. So zeigt es Wirkung als Antimykotikum, Insektizid, Antibiotikum und als Anthelminthikum. Zudem inhibiert Carvacrol das Entzündungsreaktionen vermittelnde Enzym Cyclooxygenase-2 und entspricht in seiner Wirkung daher den entzündungshemmenden Arzneistoffen Celecoxib und Etoricoxib, die u. a. gegen Rheuma und Gicht eingesetzt werden.